# ソートニク

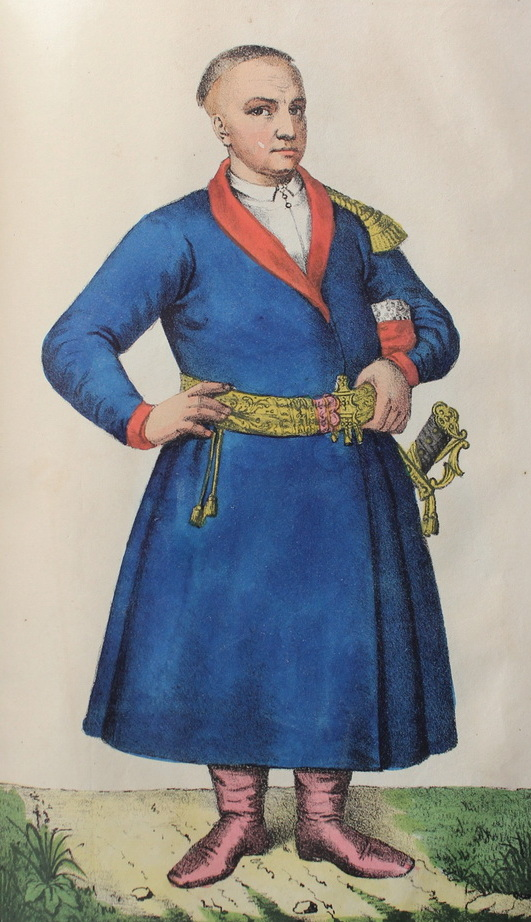
ウクライナ・コサックのソートニク

ソートニク (ロシア語: со́тник, ウクライナ語: сотник, ブルガリア語: стотник) は、コサックや17世紀ロシア・ツァーリ国のストレリツィ、1826年以降のロシア帝国コサック軍、ウクライナ蜂起軍、ウクライナ・ガリツィア軍、ウクライナ人民共和国軍で見られた階級。

## 軍隊の階級
ソートニクという語は大尉とも中尉とも訳される。元はスラヴ語派で「百人隊の長」を意味し、各国で近代的な軍制が整うまでは歴史用語としてそのまま「ソートニク」の語が用いられることもある。ロシアでは、次第にパルーチク（中尉）へと変化していった。ウクライナでは20世紀になっても大尉に相当する階級として存続した。この称号は公式には変更されていないが、ソヴィエト軍によってウクライナ蜂起軍が駆逐されたのちは使われなくなっていった。

## 行政組織の階級
ソートニクは一地域の長官も兼ねた。ザポロージャ・コサックやスロボダ・ウクライナなどでは、統治上の行政区画と軍事的な区画が一致していた。フメリニツキーの乱とその後の17世紀から18世紀のヘーチマン国家では、sotnyksがsotnyasという行政区画の長官であった。ここでは、sotnyksはpolkovnyks (大佐)の下に置かれた。